# Spårvagn till havet
Spårvagn till havet är en svensk dramafilm från 1987 med regi och manus av Håkan Alexandersson. I rollerna ses bland andra Mikael Samuelson, Christine Floderer och Fatima Bifeldt.

## Om filmen
Inspelningen ägde rum våren 1986 i Meyer-ateljéerna på Västmannagatan 81 i Stockholm med Carl Johan De Geer som fotograf. Filmen hade biopremiär den 6 februari 1987 men hade dessförinnan visats på Göteborgs filmfestival i januari samma år.
Filmen fick ett blandat mottagande i pressen.

## Handling
Den bohemiska filmaren och kompositören Manfred plågas av en händelse i det förflutna.

## Rollista
- Mikael Samuelson – Manfred Holmqvist
- Christine Floderer – Herta
- Fatima Bifeldt – Fatima, yngsta dottern
- Ellen Lamm – Frida, äldsta dottern
- Lovisa Lamm – Lovisa, mellandottern
- Peter Kneip – pastorn från familjerådgivningsbyrån